# Sri-lankische Badmintonmeisterschaft 1984
Die Sri-lankische Badmintonmeisterschaft 1984 war die 32. Austragung der nationalen Titelkämpfe im Badminton in Sri Lanka.

## Sieger und Finalisten
| Disziplin    | Gold                                  | Silber                              |
| ------------ | ------------------------------------- | ----------------------------------- |
| Herreneinzel | Niroshan Wijekoon                     | Vijitha de Silva                    |
| Dameneinzel  | Rajani Seneviratne                    | Imali Fernando                      |
| Herrendoppel | Niroshan Wijekoon Niranjan Wijesekera | Sampath Jayasekera Vijitha de Silva |
| Damendoppel  | Lucky Alagoda Imali Fernando          | Yasintha Liyanage Jeniffer Jacob    |
| Mixed        | Niroshan Wijekoon Lucky Alagoda       |                                     |